# بزرگراه میان‌ایالتی ۴۰

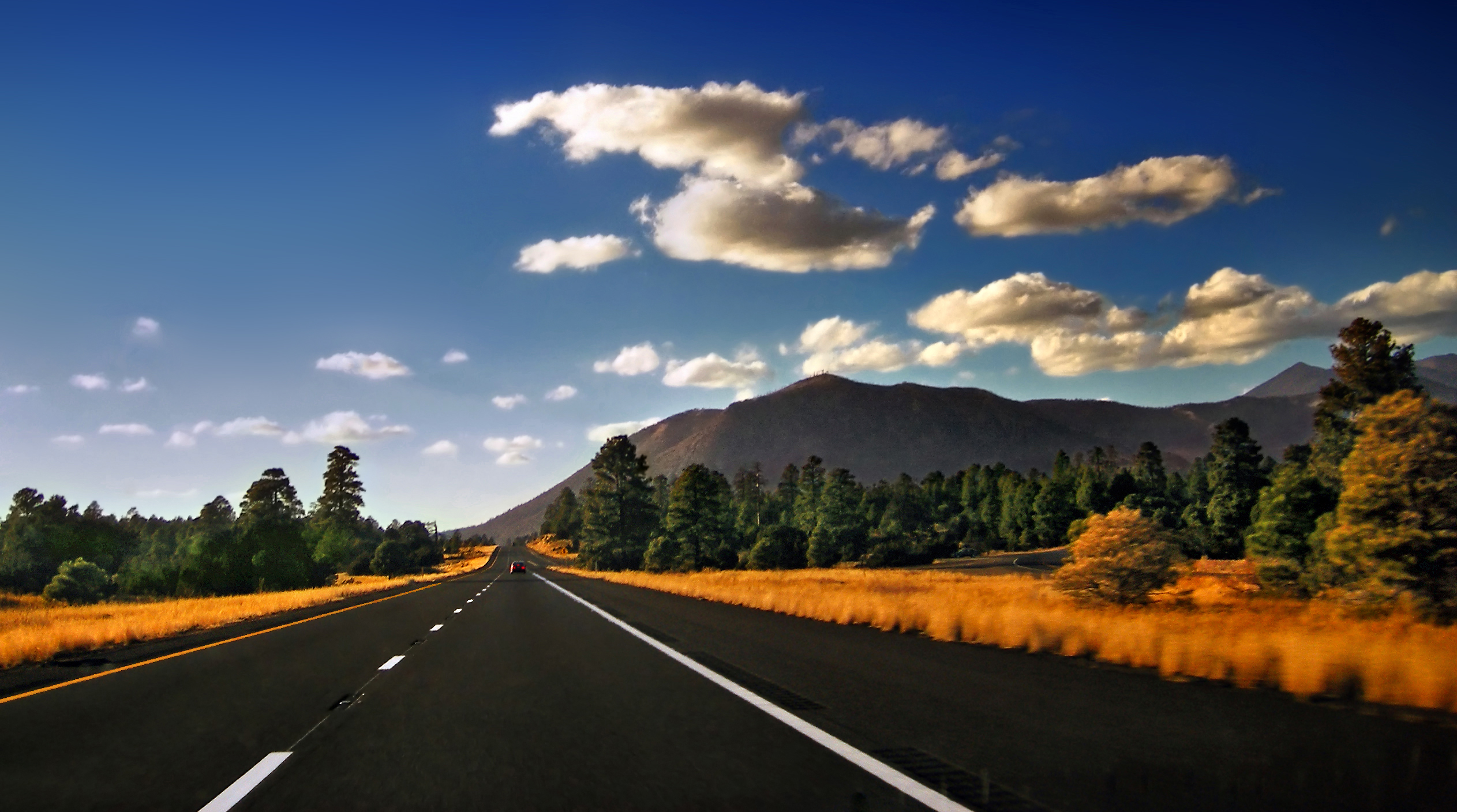
I-40 در گذر از شمال آریزونا

میان‌ایالتی ۴۰ (به انگلیسی: Interstate 40) مشهور به I-40، نام یک بزرگراه است، و یکی از شاه راههای سرتاسری آمریکا است که در مسیر ۴۱۱۸ کیلومتری خود از شهرهای متعددی گذر می‌کند.